# Rhodostrophia nesam
Rhodostrophia nesam är en fjärilsart som beskrevs av Brandt 1938. Rhodostrophia nesam ingår i släktet Rhodostrophia och familjen mätare. Inga underarter finns listade.